# (16189) Riehl
(16189) Riehl (2000 AT187) – planetoida z pasa głównego asteroid okrążająca Słońce w ciągu 4,97 lat w średniej odległości 2,91 j.a. Odkryta 8 stycznia 2000 roku.